# Пилафидева къща
Пилафидевата къща (на гръцки: Οικία Πιλαφίδη) е къща в леринското влашко село Невеска (Нимфео), Гърция.
Къщата е собственост на Константинос Пилафидис. Сградата е с традиционна архитектура. Сградата се състои от повдигнат приземен етаж и полусутерен. Зидарията е гола, като калната фугираща смес почти я покрива Покривът е дървен, а първоначалното покритие е с ламаринени листове, заменени по-късно с шистови плочи. Монтажът на ламарината на покрива е извършен с техника, донесена от майстори от Румъния в началото на XX век. Етажният план се характеризира с основен салон и четире стаи в ъглите и е типичен за къщите в Невеска, построени във втората половина на XIX век. Отделните морфологични елементи на сградата също са много забележителни, като триъгълният фронтон на покрива, четирите правоъгълни симетрични прозореца на главната фасада със сложните защитни решетки, високите квадратни комини и други.
В 1986 година къщата е обявена за паметник на културата.